# Leioproctus caerulescens
Leioproctus caerulescens är en biart som först beskrevs av Cockerell 1929.  Leioproctus caerulescens ingår i släktet Leioproctus och familjen korttungebin. Inga underarter finns listade i Catalogue of Life.